# Білл Вайола
Білл Вайола (англ. Bill Viola; 25 січня 1951, Нью-Йорк, США — 12 липня 2024, Лонґ-Біч, Каліфорнія, США) — американський митець, який працював в жанрі відео мистецтво та візуально-звукових інсталяцій. Вайола вважається одним з корифеїв відео мистецтва. У своїх роботах він використовував поєднання зображення та звуку для впливу на декілька способів сприйняття людини.

## Життєпис
Вайола народився та виріс в Нью-Йорку. Мистецьку освіту отримав в Сиракузькому університеті. Під час навчання він обрав експериментальну студію Джека Нельсона і почав займатися відео. Він також брав участь у курсах електронної музики. В 1973 році Вайола закінчив навчання та почав працювати у відеостудії Art/tapes/22 у Флоренції, де він познайомився з Нам Джун Пеком, Брюсом Науменом та Віто Аккончі. В 1970 рр. митець подорожував в Індонезії, Австралії та Японії цікавлячись східною містикою.

## Творчість
В 1995 р. Вайола представляв США на Венеціанському бієнале, де було продемонстровано його роботу Вітання (The Greeting). Для створення власних робіт художник використовує найновіші технічні досягнення, наприклад відеокамери призначені для наукових досліджень. Часто в своїх творах митець використовує уповільнений рух образів.
Вайола це перший митець у жанрі відео мистецтва, чиї роботи в 2001 р. придбав Метрополітен-музей в Нью-Йорку та кому була присвячена виставка Національній галереї Лондона (2004 р.).

## Нагороди
Вайола став лауреатом Премії МакАртура (1989 р.).